# 莉莉·阿格
莉莉·玛丽亚·菲比·阿格（英語：Lily Maria Phoebe Agg；1993年12月17日—），爱尔兰共和国女子足球运动员，司职中场，目前效力于伯明翰城足球俱乐部和爱尔兰共和国国家女子足球队。她曾代表爱尔兰参加2023年国际足联女子世界杯。